# Sorin Lerescu
Sorin Lerescu (født 14. november 1953 i Craiova Rumænien) er en rumænsk komponist, lærer og professor.
Lerescu studerede komposition på National Unversity of Music i Bukarest (1979-1983) hos bl.a. Anatol Vieru og Stefan Niculescu.
Han har ligeledes studeret hos Ton de Leeuw i Holland, og Morton Feldman i USA.
Lerescu har komponeret 7 symfonier, orkesterværker, kammermusik, scenemusik og sange etc.

## Udvalgte værker
- Symfoni nr. 1 (1984) - for orkester
- Symfoni nr. 2 (1987) - for orkester
- Symfoni nr. 3 (1994) - for orkester
- Symfoni nr. 4 (2001) - for orgel og orkester
- Symfoni nr. 5 "drømme" (2012) - for orkester
- Symfoni nr. 6 (2015) - for orkester
- Symfoni nr. 7 (2022) - for orkester